# Rose Lokonyen
Rose Nathike Lokonyen (* 24. Februar 1995 in Chukudum, Sudan) ist eine südsudanesische Mittelstreckenläuferin mit dem Schwerpunkt 800 m.

## Leben
Lokonyen wurde im damals südlichen Sudan geboren. Sie hat vier jüngere Geschwister. Als sie 10 Jahre alt war, flohen Lokonyen und ihre Familie zu Fuß vor den Soldaten in ihrem Dorf Chukudum während des Sezessionskrieges. Die Familie flüchtete weiter zum Flüchtlingslager Kakuma im Nordwesten Kenias. Als sie die Sekundarschule begann und noch immer im Flüchtlingslager lebte, begann Lokonyen mit dem Laufen als Hobby.

## Sportliche Karriere
Das Internationale Olympische Komitee (IOC) und die Tegla Loroupe Foundation veranstalteten in Flüchtlingslagern Probeläufe für eine mögliche Teilnahme an den Olympischen Sommerspielen 2016. Lokonyen versuchte sich zunächst barfuß auf der 5000-Meter-Distanz und gewann ihr Rennen, was ihr den Aufstieg nach Ngong ermöglichte. Sie trainierte zusammen dort mit anderen olympischen Flüchtlingen, bevor sie über einen Livestream aus Genf in der Schweiz erfuhr, dass sie für den Wettbewerb ausgewählt wurde. 
Sie wurde vom IOC ausgewählt, bei den Olympischen Sommerspielen 2016 in Rio de Janeiro, Brasilien, für die Olympiamannschaft der Flüchtlinge im 800-Meter-Lauf anzutreten. Die Olympiamannschaft der Flüchtlinge war das erste Flüchtlingsteam in der olympischen Geschichte. Lokonyen war eine von fünf Athleten im Team, die aus dem Südsudan stammen. Sie trainierte zusammen mit der Kenianerin Tegla Loroupe. Trainiert wurde sie von John Anzrah.
Bei der Eröffnungsfeier war sie die Fahnenträgerin der Mannschaft. Lokonyen wurde in der ersten Runde Siebte mit einer Zeit von 2:16,64 und schied dadurch aus.